# تيريز ديون
تيريز ديون (1927 - 2020)، هي شخصية تلفزيونية مقدمة برامج كندية وهي والدة المغنية سيلين ديون.
ولدت تيريز ديون في جزيرة غاسبيزيا الكندية يوم 20 مارس 1927 وتزوجت من أدمار تشارلز ديون وانجبت منه 14 ولدًا. كانت سيدة أعمال ومنتجة. وتوفيت يوم 17 يناير 2020.

## أولادها
كان لدى تيريز 14 ولدًا:
- دينيس ديون (ولد في 16 أغسطس 1946)
- كليمنت ديون (من مواليد 2 نوفمبر 1947)
- كلوديت ديون (مواليد 10 ديسمبر 1948)
- ليتي ديون (مواليد 8 فبراير 1950)
- ميشيل ديون (مواليد 18 أغسطس 1952)
- لويز ديون (من مواليد 22 سبتمبر 1953)
- جاك ديون (مواليد 10 مارس 1955)
- دانيال ديون (29 نوفمبر 1956 - 16 يناير 2016)
- غيسلاين ديون (مواليد 28 يوليو 1958)
- ليندا ديون (من مواليد 23 يونيو 1959)
- مانون ديون (ولد في 7 أكتوبر 1960)
- بول ديون (من مواليد 3 أبريل 1962)
- بولين ديون (مواليد 3 أبريل 1962)
- سيلين ديون (مواليد 30 مارس 1968)